# Isiora

Herb Isiora rekonstrukcja współczesna

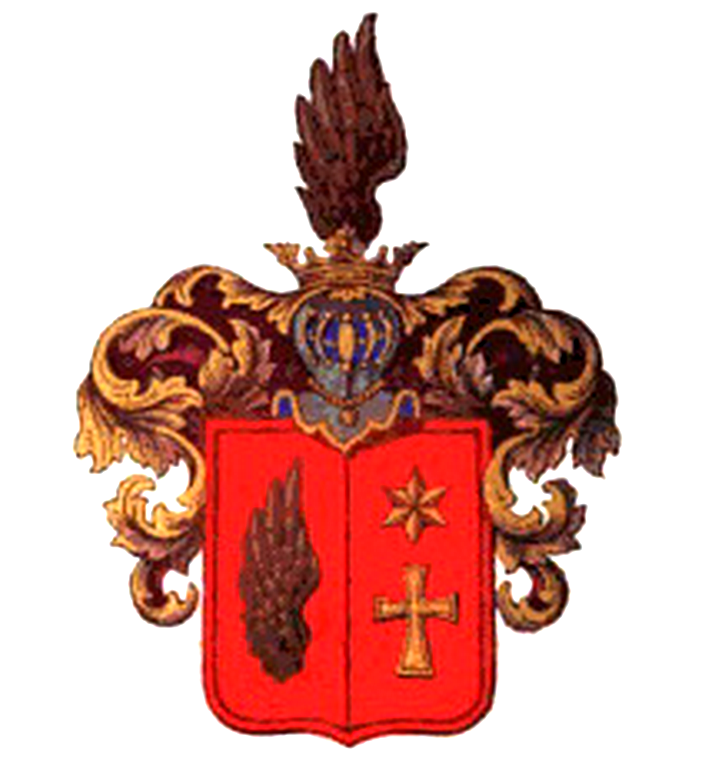
Herb Isiora według Niesieckiego

Isiora – polski herb szlachecki, odmiana herbu Krucini.

## Opis herbu
Opis z wykorzystaniem klasycznych zasad blazonowania, według ilustracji Tadeusza Gajla:
W polu czerwonym dzielonym w słup z prawej skrzydło sępie czarne z lewo, z lewej krzyż złoty pod takąż gwiazdą. Klejnot nad hełmem w koronie skrzydło jak w godle. Labry czerwone, podbite złotem.

## Najwcześniejsze wzmianki
Herb notuje jako herb własny Iszorów pod hasłem Kruczyn Wojciech Wijuk Kojałowicz w Compendium z 1650 roku oraz pod nazwą Iszora w Nomenclatorze z 1656 roku.
Kasper Niesiecki w swojej pracy z 1738 roku podaje informację, że herbem tym posługiwała się notowana na przełomie XVI i XVII wieku na Litwie rodzina Isiora.
Piotr Nałęcz-Małachowski w Zbiorze nazwisk szlachty z 1790 roku zamieścił opis herbu tożsamy opisem Niesieckiego, poza jednym szczegółem – nad skrzydłem w klejnocie miała znajdować się gwiazda.
Juliusz Karol Ostrowski w swojej pracy z lat 1897-1906 opis i wygląd herbu przytoczył za Niesieckim, przy czym nie stwierdził, że skrzydło jest sępie. Podał także, że jest to odmiana herbu Krucini.
Z herbem Isiora w 1802 roku szlachectwo w guberni wołyńskiej potwierdził Józef Iskierski.
Członkowie rodziny: Józef, syn Józefa z synami Kazimierzem, Stanisławem, Stefanem i Janem wylegitymowali się w Rosji w 1841 i 1845 roku jako Iszora i zostali zapisani do ksiąg szlachty guberni wileńskiej.
W roku 1852 z herbem Isiora wylegitymował się w Królestwie Polskim Józef Bujakiewicz, syn Michała.
Teodor Chrząński w Tablicach odmian herbowych z 1909 roku odmalował krzyż jako kawalerski.
Za Ostrowskim swoje ilustracje stworzył Tadeusz Gajl.

## Herbowni
Tadeusz Gajl podaje następujące rodziny herbownych:
Bujakiewicz, Isiora, Iskierski, Iszora, Iziera. 
Oprócz nazwiska Isiora i jego oboczności (Iszora, Iziera), lista zawiera nazwiska Bujakiewicz i Iskierski, czyli rodzin, które wylegitymowały się ze szlachectwa z herbem Isiora w XIX wieku.